# Observatoire astronomique de Brera
L'observatoire astronomique de Brera, également désigné sous son acronyme INAF-OAB est un important institut de recherche astronomique situé à Milan en Italie dont l'activité porte en particulier sur l'astronomie des hautes énergies et la réalisation d'instrumentation astronomique spatiale et terrestre.

## Historique

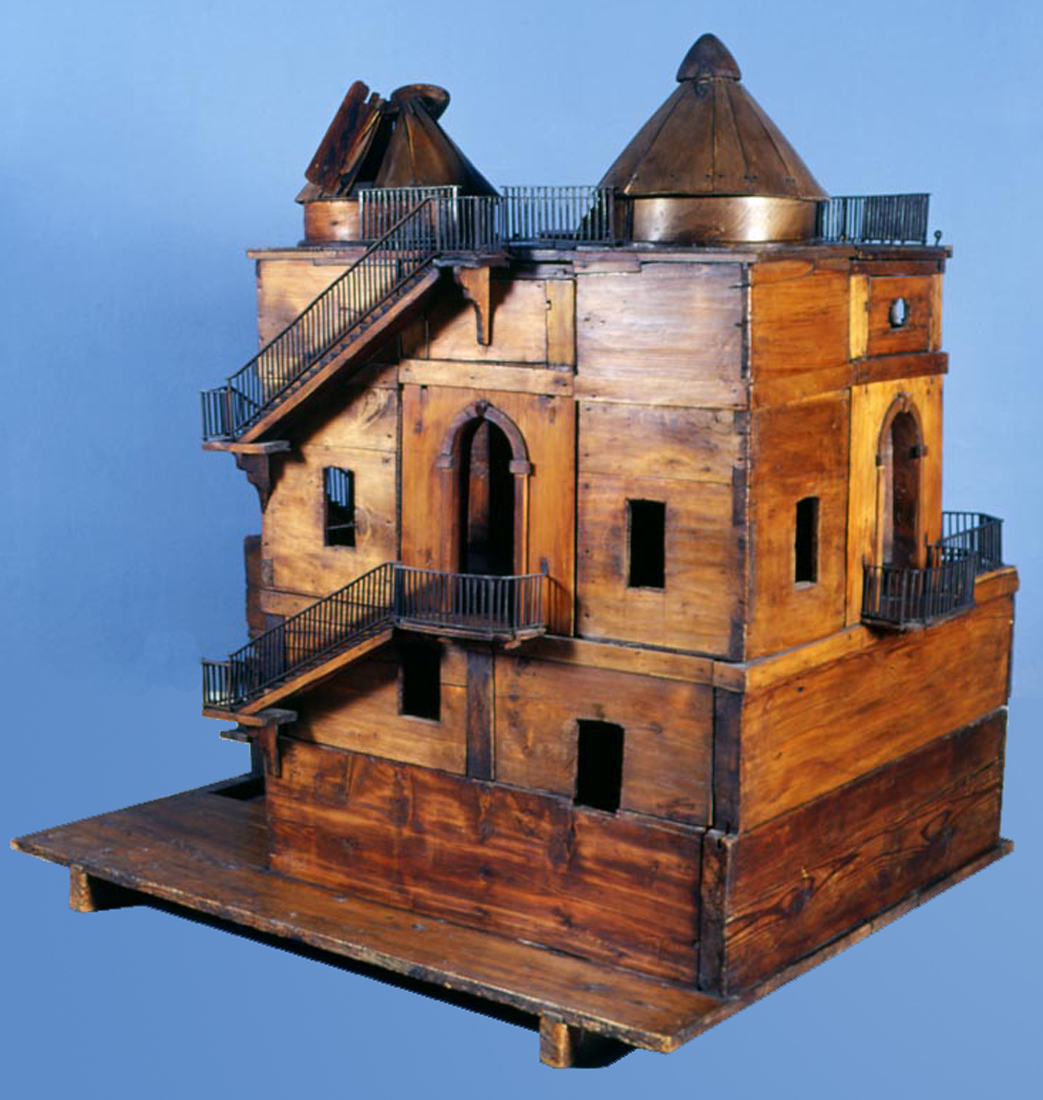
Modèle original en ligne de l'observateur exposée dans le Museo nazionale della scienza e della tecnologia Leonardo da Vinci de Milan

L'observatoire est créé en 1764 à Milan par les jésuites Luigi La Grange et Giuseppe Ruggiero Boscovich dans le Palazzo Brera. C'est la plus ancienne des institutions scientifiques de la ville. Lors de création de la république italienne en 1946, l'observatoire fait partie des organismes scientifiques rattachés à la nouvelle république. Il constitue depuis 2001 un des établissements de l'Istituto nazionale di astrofisica qui regroupe les observatoires astronomiques italiens.

## Organisation

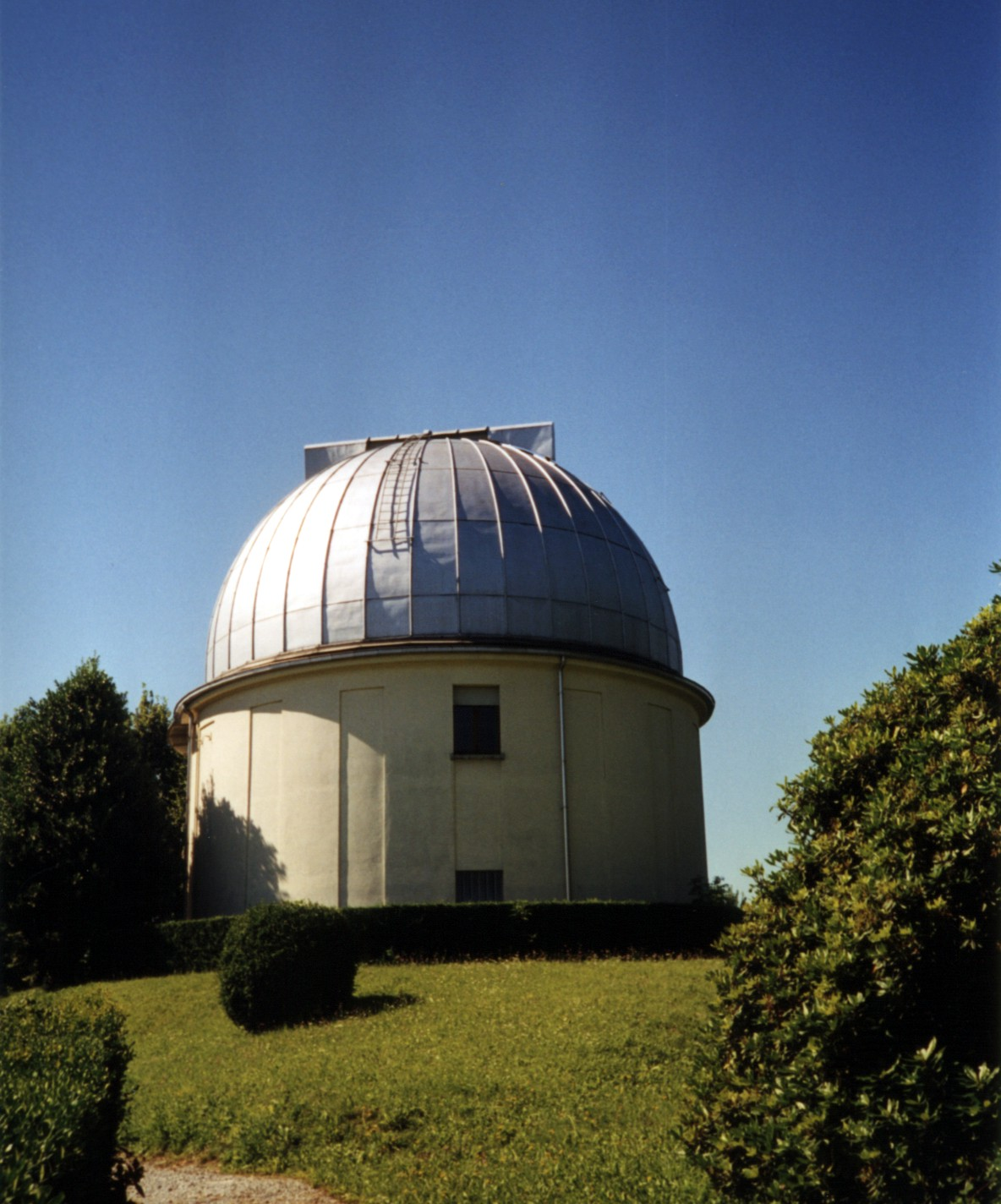
Dôme de l'instrument Ruth à Merate.

L'observatoire emploie une centaine de personnes comprenant des chercheurs, techniciens, personnel administratif et étudiants. L'observatoire dispose de deux sites historiques à Brera et à Merate. Dans le premier se trouve une lunette astronomique de 21,8 cm commandée en 1862 par le directeur de l'observatoire de l'époque, Giovanni Virginio Schiaparelli, à la société allemande G. & S. Merz. La lunette a joué un rôle historique dans la mesure où elle est à l'origine de la découverte par Schiaparelli des "canaux de Mars". La lunette a été restaurée et peut être visitée.

## Activité
L'observatoire est plus particulièrement spécialisé dans l'astronomie des hautes énergies. Les observations effectuées portent sur les trous noirs, les étoiles à neutrons de notre galaxie, les trous noirs supermassifs des galaxies actives, le plasma chaud des étoiles, des galaxies et des groupes de galaxies. Des travaux théoriques, étroitement liés à ces thèmes, sont menés sur les plasmas relativistes présents près des trous noirs et en particulier sur les jets et les sursauts gamma qui pourraient être liés à l'effondrement d'une étoile géante dans le processus aboutissant à la création d'un trou noir.
Dans le domaine de l'instrumentation, l'observatoire dispose d'une expertise reconnue mondialement dans le domaine des miroirs des télescopes spatiaux à rayons X. Il a participé à la réalisation de l'instrument XRT embarqué à bord de SWIFT et est impliqué dans le développement des projets de télescopes spatiaux SIMBOL-X, XEUS, SVOM, HXMT et Polar-X. L'observatoire participe également à la réalisation de l'instrument MAGIC, un observatoire terrestre Tcherenkov. En ce qui concerne l'instrumentation optique, l'observatoire était responsable de la construction du télescope optique automatisé REM (Rapid Eye Mount) chargé de poursuivre les observations des sursauts cosmiques une fois ceux-ci détectés par Swift. Il a participé à la réalisation du spectrographe X-Shooter pour le VLT et est impliqué dans la réalisation des spectromètres haute résolution ESPRESSO et CODEX du télescope géant européen E-ELT en cours de construction en 2016.